# Serge Michel (rugby à XV)
Pour les articles homonymes, voir Serge Michel et Michel (patronyme).
Pas d'image ? Cliquez ici

a Compétitions nationales et continentales officielles uniquement.

b Matchs officiels uniquement.
Serge Michel, né le 19 juillet 1954, est un joueur français de rugby à XV qui évolue au poste de deuxième ligne.

## Biographie
Serge Michel joue deuxième ligne au RC Nîmes jusqu'à la saison 1991-1992.
Il joue aussi régulièrement en Équipe de France A
.
Fin 1981, il est sélectionné avec l'équipe des Alpes qui, au stade Charles-Berty de Grenoble, réussit l'exploit de battre les All Blacks qui essuient là leur seule défaite (16-18) de toute leur tournée européenne.
Le 11 novembre 1982, il joue avec les Barbarians français contre l'Argentine à Dax. Les Baa-Baas s'inclinent 22 à 8.

## Palmarès
- Vainqueur du Challenge de l'Espérance en 1988 et 1991.
- Finaliste du Challenge de l'Espérance en 1989.
- Finaliste du championnat de France groupe B en 1988.